# Wapen van 's-Heer Abtskerke

Wapen van 's-Heer Abtskerke

Het wapen van 's-Heer Abtskerke werd op 17 december 1949 verleend door de Hoge Raad van Adel aan de Zeeuwse gemeente 's-Heer Abtskerke. Per 1970 ging 's-Heer Abtskerke op in de gemeente Borsele. Het wapen van 's-Heer Abtskerke is daardoor definitief komen te vervallen als gemeentewapen.

## Blazoenering
De blazoenering van het wapen luidde als volgt:
Gevierendeeld; I en IV in keel drie zilveren kolommen, naast elkaar staande op een voetstuk van hetzelfde; in een schildhoofd van azuur drie gouden vijfpuntige sterren naast elkaar, II en III in keel een ongevederde pijl, rustende op een horizontaal geplaatste handboog zonder pees, alles van zilver. Het schild gedekt met een gouden kroon van drie bladeren en twee paarlen.
De heraldische kleuren zijn keel (rood), zilver (wit), azuur (blauw) en goud (goud of geel). Het wapen wordt gedekt met een gravenkroon.

## Verklaring
Het gemeentewapen vormde eerder het heerlijkheidswapen van heerlijkheid 's-Heer Abtskerke en is afgeleid van het wapen van het geslacht De Perponcher Sedlnitsky. De kwartieren I en IV zijn van De Perponcher. Deze protestants-hugenootse familie was tijdens de Tachtigjarige Oorlog vanuit de Périgord in Frankrijk naar de Nederlanden gekomen waarvan verscheidene Perponchers in het leger dienden. De kwartieren II en III zijn van Sedlnitsky, een Pools geslacht die al in Nederlands krijgsdienst waren. In 1607 trouwde Isaac de Perponcher met Anna van Sedlnitsky. Hun zoon erfde de heerlijkheid. Overigens voerde de gemeente het wapen al officieus voor de verlening in 1949.

## Verwante wapens

Familiewapen van De Perponcher Sedlnitsky